# Kiepe (Einheit)
Die Kiepe war ein deutsches Stückmaß. Anwendung fand das Maß im Seefischhandel. In Lübeck war es die Schullen-Kiepe oder Schollenkiepe.
- In Lübeck 1 Kiepe = 30 Stiegen = 600 Stück kleine Schollen (Schullen)
- In Lübeck 1 Kiepe = 30 Stiegen = 300 Stück große Schollen[1]
  - 6 Kiepen = 1 Pack große Schollen[1]
  - 12 Kiepen = 1 Pack kleine und mittlere Schollen[1]
  - Pack Schollen  war 14 bis 15 Fuß in Länge; Breite und Höhe.[1]

- Andere Orte 1 Kiepe = 3 Stiegen = 60 Stück